# Copa do Mundo de Rugby Feminino de 2014
A Copa do Mundo de Rugby Feminino de 2014 (oficialmente IRB Rugby World Cup 2014) foi disputada na França. O torneio começou em 1 de agosto e terminou em 17 de agosto de 2014. O torneio foi a quinta Copa do Mundo aprovada pela IRB, e a sétima depois dos torneios de 1991 e 1994, não reconhecidos.
A Inglaterra venceu a final derrotando o Canadá por 21 a 9 e ganhou o segundo título.

## Equipes
Doze seleções participam do evento, sendo divididas em três grupos de quatro equipes cada para a disputa da primeira fase. As seleções vencedoras de cada grupo mais a melhor segunda colocada avançam as semifinais pelo 1° lugar. As restantes  segundas colocadas de cada grupo mais as duas melhores terceiro colocadas avançam  as semifinais pelo 5° lugar. As restantes seleções avançam as semifinais pelo 9° lugar.
| Grupo A                                 | Grupo B                                                  | Grupo C                                              |
| --------------------------------------- | -------------------------------------------------------- | ---------------------------------------------------- |
| - Inglaterra - Canadá - Espanha - Samoa | - Irlanda - Nova Zelândia - Estados Unidos - Cazaquistão | - França - Austrália - País de Gales - África do Sul |

## Primeira Fase
| Admitidas para as semifinais 1/4 lugar  |
| Admitidas para as semifinais 5/8 lugar  |
| Admitidas para as semifinais 9/12 lugar |

### Grupo A
| 1 de Agosto de 2014 |        |         |                                               |
| Canadá              | 31 - 5 | Espanha | Centre National de Rugby, Marcoussis, Essonne |
|                     |        |         | Centre National de Rugby, Marcoussis, Essonne |

| 1 de Agosto de 2014 |        |       |                                               |
| Inglaterra          | 65 - 3 | Samoa | Centre National de Rugby, Marcoussis, Essonne |
|                     |        |       | Centre National de Rugby, Marcoussis, Essonne |

| 5 de Agosto de 2014 |        |         |                                               |
| Inglaterra          | 45 - 5 | Espanha | Centre National de Rugby, Marcoussis, Essonne |
|                     |        |         | Centre National de Rugby, Marcoussis, Essonne |

| 5 de Agosto de 2014 |        |       |                                               |
| Canadá              | 42 - 7 | Samoa | Centre National de Rugby, Marcoussis, Essonne |
|                     |        |       | Centre National de Rugby, Marcoussis, Essonne |

| 9 de Agosto de 2014 |        |       |                                               |
| Espanha             | 41 - 5 | Samoa | Centre National de Rugby, Marcoussis, Essonne |
|                     |        |       | Centre National de Rugby, Marcoussis, Essonne |

| 9 de Agosto de 2014 |         |        |                                               |
| Inglaterra          | 13 - 13 | Canadá | Centre National de Rugby, Marcoussis, Essonne |
|                     |         |        | Centre National de Rugby, Marcoussis, Essonne |

#### Classificação
| EQUIPES    | PT | J | V | E | D | PP  | PC  | SP   |
| ---------- | -- | - | - | - | - | --- | --- | ---- |
| Inglaterra | 12 | 3 | 2 | 1 | 0 | 123 | 21  | 102  |
| Canadá     | 12 | 3 | 2 | 1 | 0 | 86  | 25  | 61   |
| Espanha    | 5  | 3 | 1 | 0 | 2 | 51  | 81  | -30  |
| Samoa      | 0  | 3 | 0 | 0 | 3 | 15  | 148 | -133 |

Pontuação: Vitória=4, Empate=2, Derrota=0, Bônus para equipe que fizer 4 ou mais tries = + 1, Bônus para equipe que perder por 7 pontos ou menos = + 1. 

### Grupo B
| 1 de Agosto de 2014 |        |             |                                               |
| Nova Zelândia       | 79 - 5 | Cazaquistão | Centre National de Rugby, Marcoussis, Essonne |
|                     |        |             | Centre National de Rugby, Marcoussis, Essonne |

| 1 de Agosto de 2014 |         |         |                                               |
| Estados Unidos      | 17 - 23 | Irlanda | Centre National de Rugby, Marcoussis, Essonne |
|                     |         |         | Centre National de Rugby, Marcoussis, Essonne |

| 5 de Agosto de 2014 |        |             |                                               |
| Estados Unidos      | 47 - 7 | Cazaquistão | Centre National de Rugby, Marcoussis, Essonne |
|                     |        |             | Centre National de Rugby, Marcoussis, Essonne |

| 5 de Agosto de 2014 |         |         |                                               |
| Nova Zelândia       | 14 - 17 | Irlanda | Centre National de Rugby, Marcoussis, Essonne |
|                     |         |         | Centre National de Rugby, Marcoussis, Essonne |

| 9 de Agosto de 2014 |        |             |                                               |
| Irlanda             | 40 - 5 | Cazaquistão | Centre National de Rugby, Marcoussis, Essonne |
|                     |        |             | Centre National de Rugby, Marcoussis, Essonne |

| 9 de Agosto de 2014 |        |                |                                               |
| Nova Zelândia       | 34 - 3 | Estados Unidos | Centre National de Rugby, Marcoussis, Essonne |
|                     |        |                | Centre National de Rugby, Marcoussis, Essonne |

#### Classificação
| EQUIPES        | PT | J | V | E | D | PP  | PC  | SP   |
| -------------- | -- | - | - | - | - | --- | --- | ---- |
| Irlanda        | 13 | 3 | 3 | 0 | 0 | 80  | 36  | 44   |
| Nova Zelândia  | 11 | 3 | 2 | 0 | 1 | 127 | 25  | 102  |
| Estados Unidos | 6  | 3 | 1 | 0 | 2 | 67  | 64  | 3    |
| Cazaquistão    | 0  | 3 | 0 | 0 | 3 | 17  | 166 | -149 |

Pontuação: Vitória=4, Empate=2, Derrota=0, Bônus para equipe que fizer 4 ou mais tries = + 1, Bônus para equipe que perder por 7 pontos ou menos = + 1. 

### Grupo C
| 1 de Agosto de 2014 |        |               |                                               |
| Austrália           | 26 - 3 | África do Sul | Centre National de Rugby, Marcoussis, Essonne |
|                     |        |               | Centre National de Rugby, Marcoussis, Essonne |

| 1 de Agosto de 2014 |        |               |                                               |
| França              | 26 - 0 | País de Gales | Centre National de Rugby, Marcoussis, Essonne |
|                     |        |               | Centre National de Rugby, Marcoussis, Essonne |

| 5 de Agosto de 2014 |        |               |                                               |
| Austrália           | 25 - 3 | País de Gales | Centre National de Rugby, Marcoussis, Essonne |
|                     |        |               | Centre National de Rugby, Marcoussis, Essonne |

| 5 de Agosto de 2014 |        |               |                                               |
| França              | 55 - 3 | África do Sul | Centre National de Rugby, Marcoussis, Essonne |
|                     |        |               | Centre National de Rugby, Marcoussis, Essonne |

| 9 de Agosto de 2014 |        |               |                                               |
| País de Gales       | 35 - 3 | África do Sul | Centre National de Rugby, Marcoussis, Essonne |
|                     |        |               | Centre National de Rugby, Marcoussis, Essonne |

| 9 de Agosto de 2014 |        |        |                                               |
| Austrália           | 3 - 17 | França | Centre National de Rugby, Marcoussis, Essonne |
|                     |        |        | Centre National de Rugby, Marcoussis, Essonne |

#### Classificação
| EQUIPES       | PT | J | V | E | D | PP | PC  | SP   |
| ------------- | -- | - | - | - | - | -- | --- | ---- |
| França        | 14 | 3 | 3 | 0 | 0 | 98 | 6   | 92   |
| Austrália     | 8  | 3 | 2 | 0 | 1 | 54 | 23  | 31   |
| País de Gales | 5  | 3 | 1 | 0 | 2 | 38 | 54  | -16  |
| África do Sul | 0  | 3 | 0 | 0 | 3 | 9  | 116 | -107 |

Pontuação: Vitória=4, Empate=2, Derrota=0, Bônus para equipe que fizer 4 ou mais tries = + 1, Bônus para equipe que perder por 7 pontos ou menos = + 1. 

## Fase Final

### Semifinais 9/12 lugar
| 13 de Agosto de 2014 |         |       |                                               |
| África do Sul        | 25 - 24 | Samoa | Centre National de Rugby, Marcoussis, Essonne |
|                      |         |       | Centre National de Rugby, Marcoussis, Essonne |

| 13 de Agosto de 2014 |        |             |                                               |
| Espanha              | 18 - 5 | Cazaquistão | Centre National de Rugby, Marcoussis, Essonne |
|                      |        |             | Centre National de Rugby, Marcoussis, Essonne |

### Semifinais 5/8 lugar
| 13 de Agosto de 2014 |         |                |                                               |
| Austrália            | 20 - 23 | Estados Unidos | Centre National de Rugby, Marcoussis, Essonne |
|                      |         |                | Centre National de Rugby, Marcoussis, Essonne |

| 13 de Agosto de 2014 |        |               |                         |
| Nova Zelândia        | 63 - 7 | País de Gales | Stade Jean-Bouin, Paris |
|                      |        |               | Stade Jean-Bouin, Paris |

### Semifinais 1/4 lugar
| 13 de Agosto de 2014 |        |            |                         |
| Irlanda              | 7 - 40 | Inglaterra | Stade Jean-Bouin, Paris |
|                      |        |            | Stade Jean-Bouin, Paris |

| 13 de Agosto de 2014 |         |        |                         |
| França               | 16 - 18 | Canadá | Stade Jean-Bouin, Paris |
|                      |         |        | Stade Jean-Bouin, Paris |

### Disputa do 11º lugar
| 17 de Agosto de 2014 |        |             |                                               |
| Samoa                | 31 - 0 | Cazaquistão | Centre National de Rugby, Marcoussis, Essonne |
|                      |        |             | Centre National de Rugby, Marcoussis, Essonne |

### Disputa do 9º lugar
| 17 de Agosto de 2014 |        |         |                                               |
| África do Sul        | 0 - 36 | Espanha | Centre National de Rugby, Marcoussis, Essonne |
|                      |        |         | Centre National de Rugby, Marcoussis, Essonne |

### Disputa do 7º lugar
| 17 de Agosto de 2014 |        |               |                                               |
| Austrália            | 30 - 3 | País de Gales | Centre National de Rugby, Marcoussis, Essonne |
|                      |        |               | Centre National de Rugby, Marcoussis, Essonne |

### Disputa do 5º lugar
| 17 de Agosto de 2014 |        |               |                         |
| Estados Unidos       | 5 - 55 | Nova Zelândia | Stade Jean-Bouin, Paris |
|                      |        |               | Stade Jean-Bouin, Paris |

### Disputa do 3º lugar
| 17 de Agosto de 2014 |         |        |                         |
| Irlanda              | 18 - 25 | França | Stade Jean-Bouin, Paris |
|                      |         |        | Stade Jean-Bouin, Paris |

### Final
| 17 de Agosto de 2014 |        |        |                         |
| Inglaterra           | 21 - 9 | Canadá | Stade Jean-Bouin, Paris |
|                      |        |        | Stade Jean-Bouin, Paris |

## Campeãs
| Copa do Mundo de Rugby Feminino de 2014 |
| --------------------------------------- |
| Inglaterra Campeãs (2º título)          |